# 蘇文欣 (香港士碌架運動員)
蘇文欣，MH（1981年11月24日—），香港斯诺克運動員。

## 簡歷
蘇文欣在小學時期已開始隨父親在慈雲山海龍會桌球場打桌球；中學時期就讀協和書院，主要和女同學切磋球技；中學畢業後，她修讀海外大學課程，2007年開始找香港隊的教練陳楚君學藝，其後更全力投入桌球事業，曾參加中國桌球排名賽。2008年12月，蘇文欣出戰2008紳迪盃亞洲(深圳)桌球公開賽，這是她首度代表香港參加大賽，也是第一次和男球手進行正式賽事。
在大學畢業後，她要一直靠積蓄和做兼職來支持桌球事業，直到2009年成為精英運動員，經濟壓力才能得以紓緩。
2017年1月，蘇文欣參加於英國舉行的女子桌球大師賽，生涯首次打入職業賽決賽。她在決賽對戰世界冠軍英國名將伊雲絲（Reanne Evans），最終以0比4不敵，屈居亞軍。

## 比賽成績
| 年份   | 賽事                           | 結果 |
| 2010年 | 廣州亞運會 - 斯诺克6红球团体賽 | 金牌 |
| 2011年 | 香港女子6個紅球公開賽          | 季軍 |
| 2017年 | 英國伊凡大師賽                 | 亞軍 |

## 榮譽
- 香港特區政府嘉獎

榮譽勳章（MH）（2011年）